# Pizzo Sevino
Il Pizzo Sevino (3.025 m s.l.m. - detto anche Piz Corbet) è una montagna della Catena Mesolcina nelle Alpi Lepontine.

## Descrizione
Si trova lungo il confine tra l'Italia (provincia di Sondrio) e la Svizzera (Canton Grigioni). Dal versante svizzero la montagna domina la val Mesolcina; dal versante italiano si affaccia sulla Valchiavenna.